# Strymon bazochii
Strymon bazochii is een vlinder uit de familie van de Lycaenidae. De wetenschappelijke naam van de soort werd als Polyommatus bazochii in 1823 gepubliceerd door Godart.

## Synoniemen
- Hyreus thius Geyer, 1832
- Thecla agra Hewitson, 1868
- Thecla infrequens Weeks, 1901
- Strymon gundlachianus Bates, 1935
- Strymon diagonalis Austin & Johnson, 1997